# Anoides binotata
Anoides binotata es un coleóptero de la familia Chrysomelidae. Fue descrita científicamente por primera vez en 1914 por Bowditch.